# Zsolnabánfalva
Zsolnabánfalva (szlovákul: Bánová) Zsolna városrésze, egykor önálló község Szlovákiában, a Zsolnai kerületben, a Zsolnai járásban.

## Fekvése
Zsolna központjától 3 km-re délnyugatra fekszik.

## Története
A régészeti leletek tanúsága szerint itt már a 8. század végén település állt, melynek temetőjéből 34 sírt tártak fel. A sírok a 8. és 9. századból származnak.
A település első írásos említése 1208-ban még birtokként  történt „praedium bani” alakban. Faluként történt első említése  1393-ból származik „Banfolua” néven. A zsolnalitvai váruradalomhoz tartozott, lakói halászok voltak. A falu a mai tér környékén alakult ki.
A 18. század végén Vályi András így ír róla: „BÁNFALVA. Trentsén Vármegyében, totúl Banova, lakosai katolikusok, fekszik Rajetz vize mellett, Zolnához fél mértföldnyire; határbéli földgye termékeny, legelője, fája elég; vagyonnyainak eladására piatza a’ szomszédságban, első Osztálybéli.”
Fényes Elek 1851-ben kiadott geográfiai szótárában így ír a faluról: „Bánfalva, (Banova), tót falu, Trencsén vármegyében, 619 kath., és 4 zsidó lak. Zsilinka patakja mellett. Határja termékeny; legelője igen hasznos; erdeje szép. A lietavai urad. tartozik. Ut. p. Zsolna.”
1910-ben 833, túlnyomórészt szlovák lakosa volt. A trianoni békéig Trencsén vármegye Zsolnai járásához tartozott.
A téren 1935-ben templomot építettek. 1970-óta Zsolna város része. Plébániáját a szalézi rend működteti, akiknek közösségi házuk is van a településen.

## Nevezetességei
- Jézus Szentséges Szíve tiszteletére szentelt római katolikus temploma 1935-ben épült.
- Klasszicista kastélya a Bosco Szent János tér északi oldalán áll, a 19. század első felében épült. 2005-ben renoválták.
- A Szentháromság-oszlop 1821-ben készült.

## Külső hivatkozások
- Zsolnabánfalva Szlovákia térképén
- Képek a településről
- A zsolnabánfalvi alapiskola honlapja